# Referendo sobre reforma parlamentar na Romênia em 2009
O referendo romeno de 2009 sobre reforma parlamentar foi realizado em 22 de novembro, simultaneamente com o 1º turno das eleições presidenciais. A proposta era de transformar o Parlamento do país de bi para unicameral, e, ao invés de haver 137 senadores e 334 deputados, manteria-se 300 deputados.

## Perguntas
- Você concorda com a adoção da Romênia ao sistema parlamentar unicameral?
- Você concorda com a redução do número de parlamentares para no máximo 300 pessoas?

## Resultados
Após a contagem dos votos, foram divulgados os seguintes resultados: 77,08% dos eleitores aprovou a ideia de uma única câmara e 88,88% disse "sim" a uma redução do número de deputados.